# 国鉄9000形蒸気機関車
9000形は、北海道炭礦鉄道がアメリカのボールドウィン社に発注して8両を製造し、その後国有鉄道（国鉄）に引き継がれた蒸気機関車である。本項では、同系の9030形および美唄鉄道1形についても記述する。

## 9000形（9040形）

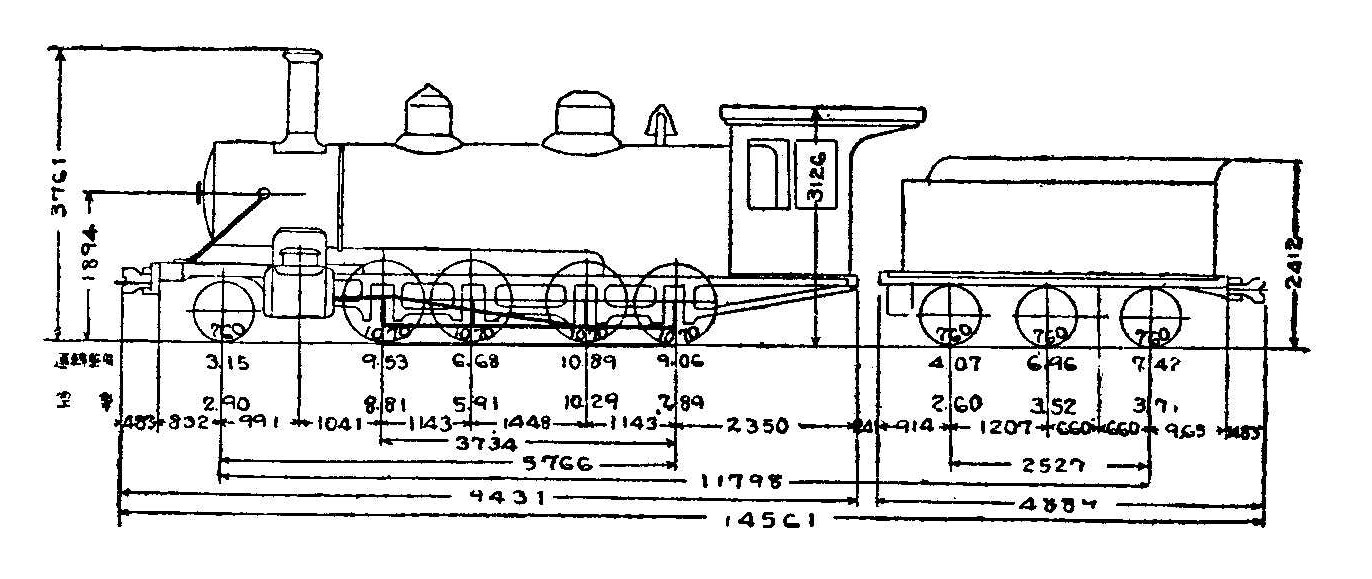
9000形の形式図

### 概要
9000形は、北海道炭礦鉄道が石炭輸送のために輸入した、貨物用のテンダー式蒸気機関車で、メーカーの種別呼称10-26Eである。1893年（明治26年）に3両（製造番号13823, 13826, 13836）、1895年（明治28年）に2両（製造番号14248, 14249）、1896年（明治29年）に1両（製造番号15151）、1898年（明治31年）に2両（製造番号15651, 15652）が製造された。日本で初めての2-8-0（1D。コンソリデーション）形の車軸配置をもつ機関車である。後に官設鉄道が輸入した9200形が「大コン」（大型コンソリデーション）と呼ばれたのに対して、「小コン」（小型コンソリデーション）と愛称された。
外観は、典型的なアメリカ古典機スタイルであり、砂箱の形状や蒸気ドーム右後方からL字形に取り付けられた汽笛、運転室前のボイラー上に取り付けられた鐘が特徴である。運転室の床は炭水車の台枠上面と同じ高さに揃えられ、腰の低い鈍重な印象のスタイルである。また、第1・第2動輪間、第3・第4動輪間の軸距に対して、第2・第3動輪間の軸距が305mm(1')長い。後期製造車は、火室上に砂箱が増設され、鐘は前部の砂箱と蒸気ドームの間に移った。

### 主要諸元
- 全長: 14561mm
- 全高: 3761mm
- 軌間：1067mm
- 車軸配置: 2-8-0(1D)
- 動輪直径: 1067mm(3'6")
- 弁装置: スチーブンソン式アメリカ形
- シリンダー（直径×行程）: 406mm×508mm
- ボイラー圧力: 9.8kg/cm2
- 火格子面積: 1.55m2
- 全伝熱面積: 106.5m2
  - 煙管蒸発伝熱面積: 86.0m2
  - 火室蒸発伝熱面積: 20.5m2（数値に疑問があるが、原典のまま）
- ボイラー水容量: 3.5m3
- 小煙管（直径×長サ×数）: 51mm×3499mm×145本
- 機関車運転整備重量: 39.31t
- 機関車空車重量: 35.80t
- 機関車動輪上重量（運転整備時）: 36.16t
- 機関車動輪軸重（最大・第3動輪上）: 10.89t
- 炭水車運転整備重量: 18.45t
- 炭水車空車重量: 9.83t
- 水タンク容量: 6.6m3
- 燃料積載量: 1.85t

### 経歴
北海道炭礦鉄道では、G形（25 - 27, 31, 32, 38, 50, 51）と称されたが、後にヘ形に変更された。国有化後の1909年（明治42年）に制定された鉄道院の車両形式称号規程では、9000形（9000 - 9007）と定められた。1912年（大正元年）8月には、当時輸入された0-4+4-0(B+B)形マレー式機関車に形式を譲るため、9040形（9040 - 9047）に改められたが、件のマレー式機関車には9020形が与えられたため、結局、改番は無意味ということになってしまった。
国有化後は、岩見沢、倶知安、釧路などに配置され、運炭列車の牽引に使用されたが、1937年（昭和12年）から苗穂、釧路工場で軌間を改造され中国に輸出された。1933年（昭和8年）から1949年（昭和24年）にかけて廃車され、4両が雄別炭礦鉄道、定山渓鉄道、羽幌炭礦鉄道、寿都鉄道に譲渡された。

### 譲渡
- 9045（1940年） - 雄別炭礦鉄道9045（1953年5月26日除籍）→寿都鉄道9046（2代目。1953年10月、初代9046と振替え。1958年12月10日廃車）
- 9041（1942年） - 定山渓鉄道9041（1950年7月3日廃車）
- 9042（1943年） - 羽幌炭礦鉄道9042（1944年7月竣功。1958年2月廃車）
- 9046（1949年） - 寿都鉄道9046（初代。1950年4月2日竣功。1953年10月、2代目9046（旧9045）と振替え）

## 9030形

### 概要
9030形は、9000形の改良型として1903年（明治36年）、北海道炭礦鉄道がボールドウィン社に発注したもので、3両が製造された。9000形とほぼ同形同大の機関車（メーカー規格も10-26Eで同じ。製造番号は21574 - 21576）で、製造当初から空気ブレーキ装置を装備していたことが最大の特徴である。形態的には、9000形後期製造車と酷似する。

### 主要諸元
- 全長: 15062mm
- 全高: 3772mm
- 軌間：1067mm
- 車軸配置: 2-8-0(1D)
- 動輪直径: 1067mm(3'6")
- 弁装置: スチーブンソン式アメリカ形
- シリンダー（直径×行程）: 406mm×508mm
- ボイラー圧力: 11.3kg/cm2
- 火格子面積: 1.31m2
- 全伝熱面積: 99.0m2
  - 煙管蒸発伝熱面積: 90.2m2
  - 火室蒸発伝熱面積: 8.8m2
- ボイラー水容量: 4.2m3
- 小煙管（直径×長サ×数）: 51mm×3489mm×160本
- 機関車運転整備重量: 42.09t
- 機関車空車重量: 36.93t
- 機関車動輪上重量（運転整備時）: 36.93t
- 機関車動輪軸重（最大・第3動輪上）: 11.69t
- 炭水車運転整備重量: 19.51t
- 炭水車空車重量: 9.76t
- 水タンク容量: 7.4m3
- 燃料積載量: 1.73t

### 経歴
北海道炭礦鉄道では、形式カ（70 - 72）と付番されたが、後に71 - 73に改められた。国有化後の車両形式称号規程では、9030形（9030 - 9032）と改められている。終始、夕張地区に配置され、運炭列車の牽引に使用されたが、1925年（大正14年）に全車が廃車された。譲渡されたもの、保存されたものはない。

## 美唄鉄道1形
ボールドウィン製の同系列(10-26E)に属する機関車としては、北海道炭礦鉄道が輸入したほかに、1918年（大正7年）に美唄鉄道向けに1両輸入されている。この機関車は、1907年製のニカラグア・ナショナル鉄道に納入された2号"San Miguelito"（製造番号26765（30453とする資料もある））の後身で、その後何らかの理由でメーカーに戻され、美唄鉄道向けに再製されたものである。メーカー規格では国有鉄道の9000形、9030形と同じであるが、これらとは全く関係のないものである。大夕張炭礦専用鉄道（後の三菱石炭鉱業大夕張鉄道線）でも借入、使用された。
美唄鉄道では1形(1)と称したが、1950年（昭和25年）に雄別炭礦鉄道に譲渡された。その際、先に鉄道省から譲受していた同系機9045の連番(9046)に改めた。同機は、1964年（昭和39年）まで使用された後、廃車となった。「9046」を称した機関車は、前述した2両とあわせ、3両が存在したことになる。